# Карпантра (канал)
Карпантра (фр. Canal de Carpentras) — ирригационный канал длиной 69 км основного русла и 725 км вторичных и третичных ответвлений. Расположен в департаменте Воклюз региона Прованс — Альпы — Лазурный Берег. Отец-основатель и первый директор канала Луи Жиро получил за него от Наполеона III орден кавалера Почётного легиона. Назван по городу Карпантра.

## География

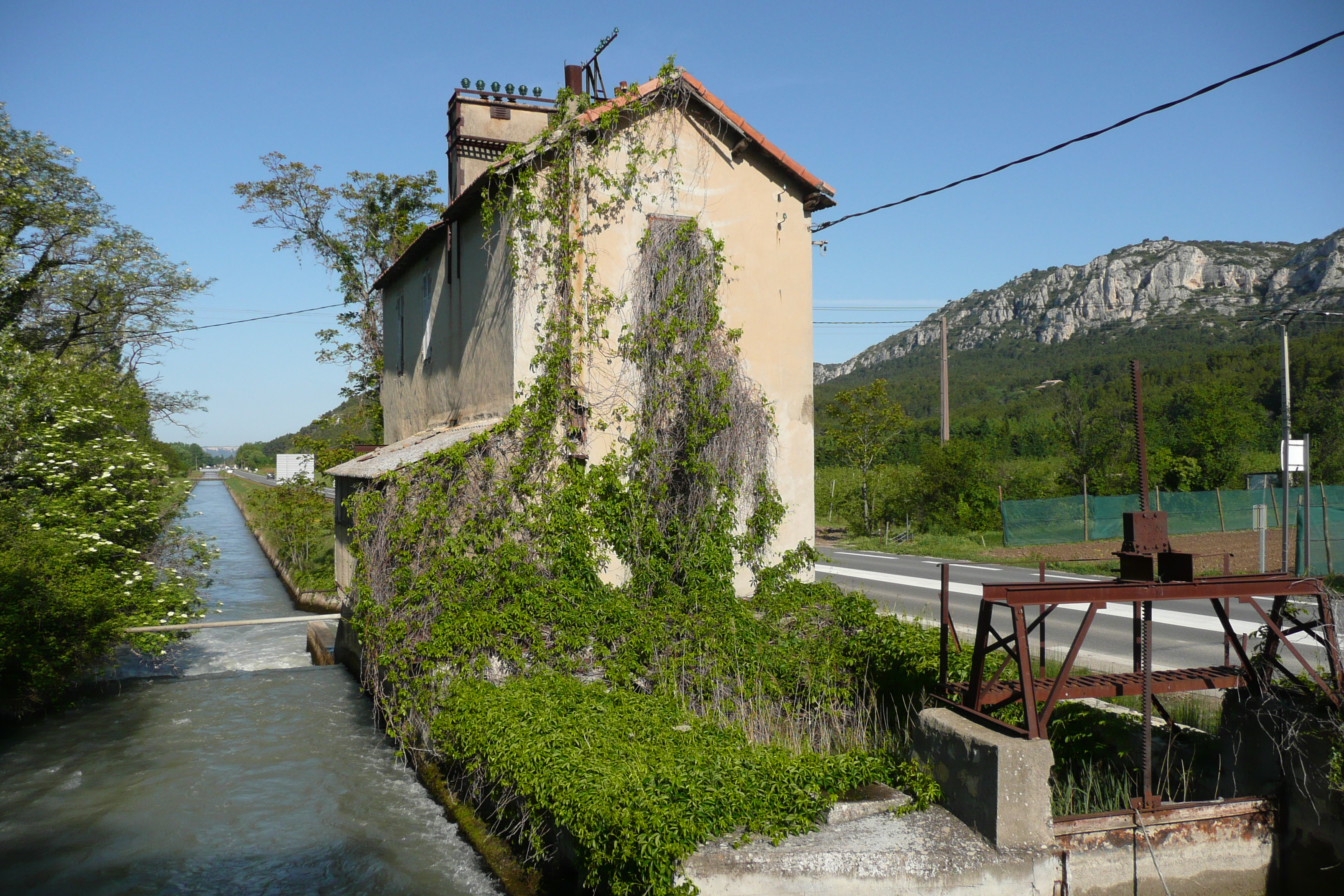
Канал у Шампо (Мерендоль)

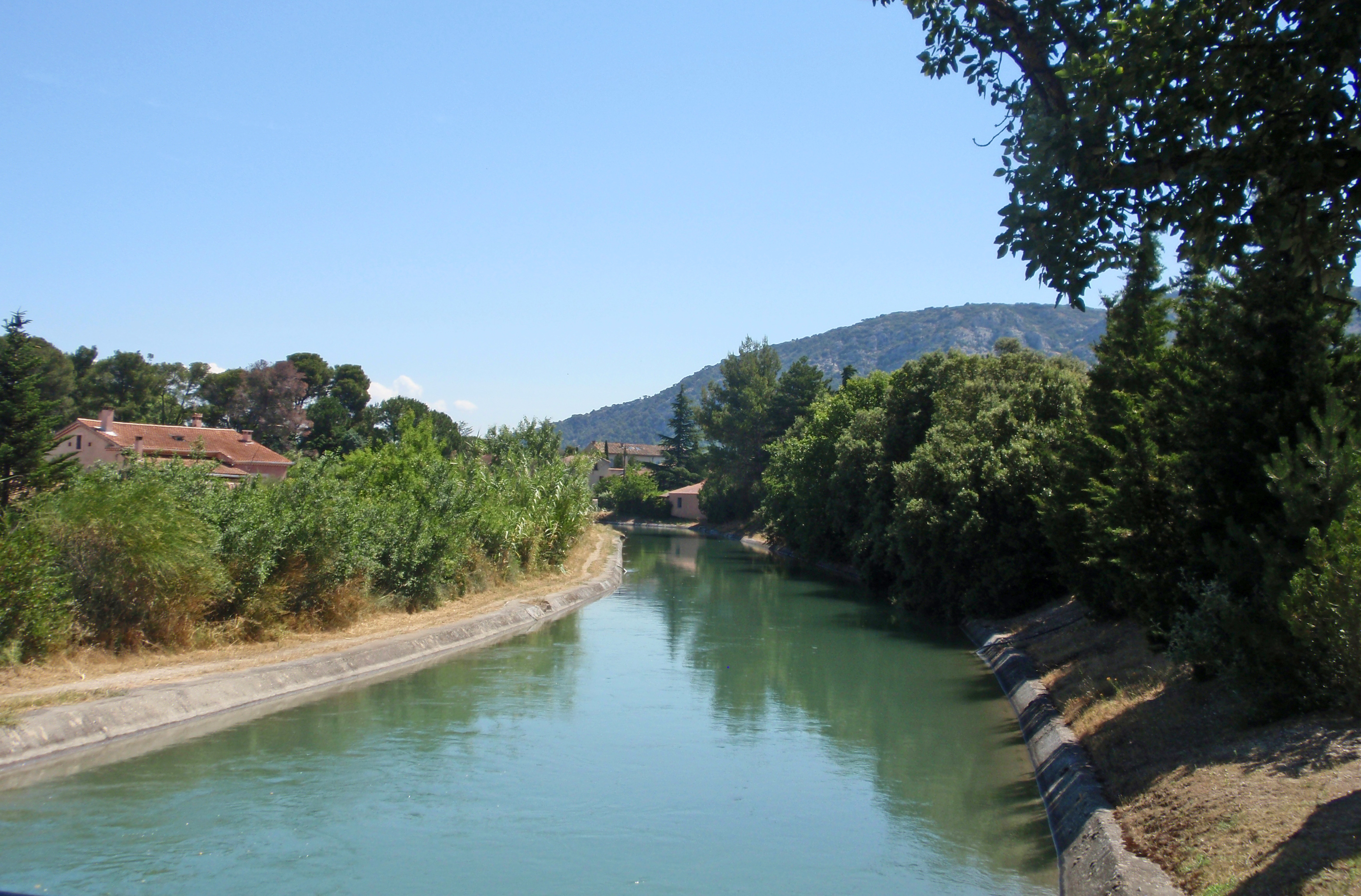
Канал близ Тайад

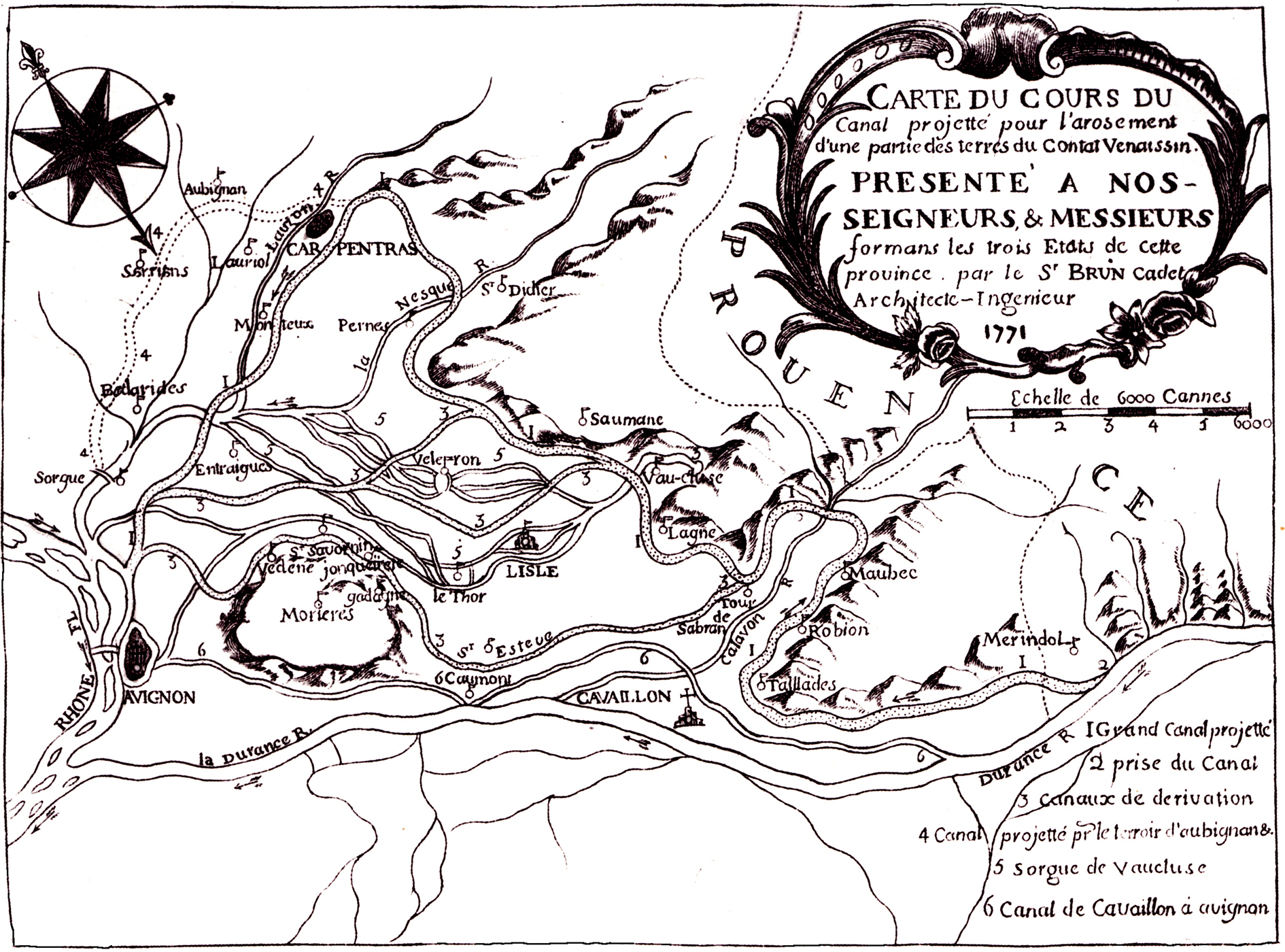
План ирригации графства Венессен (1771 год)

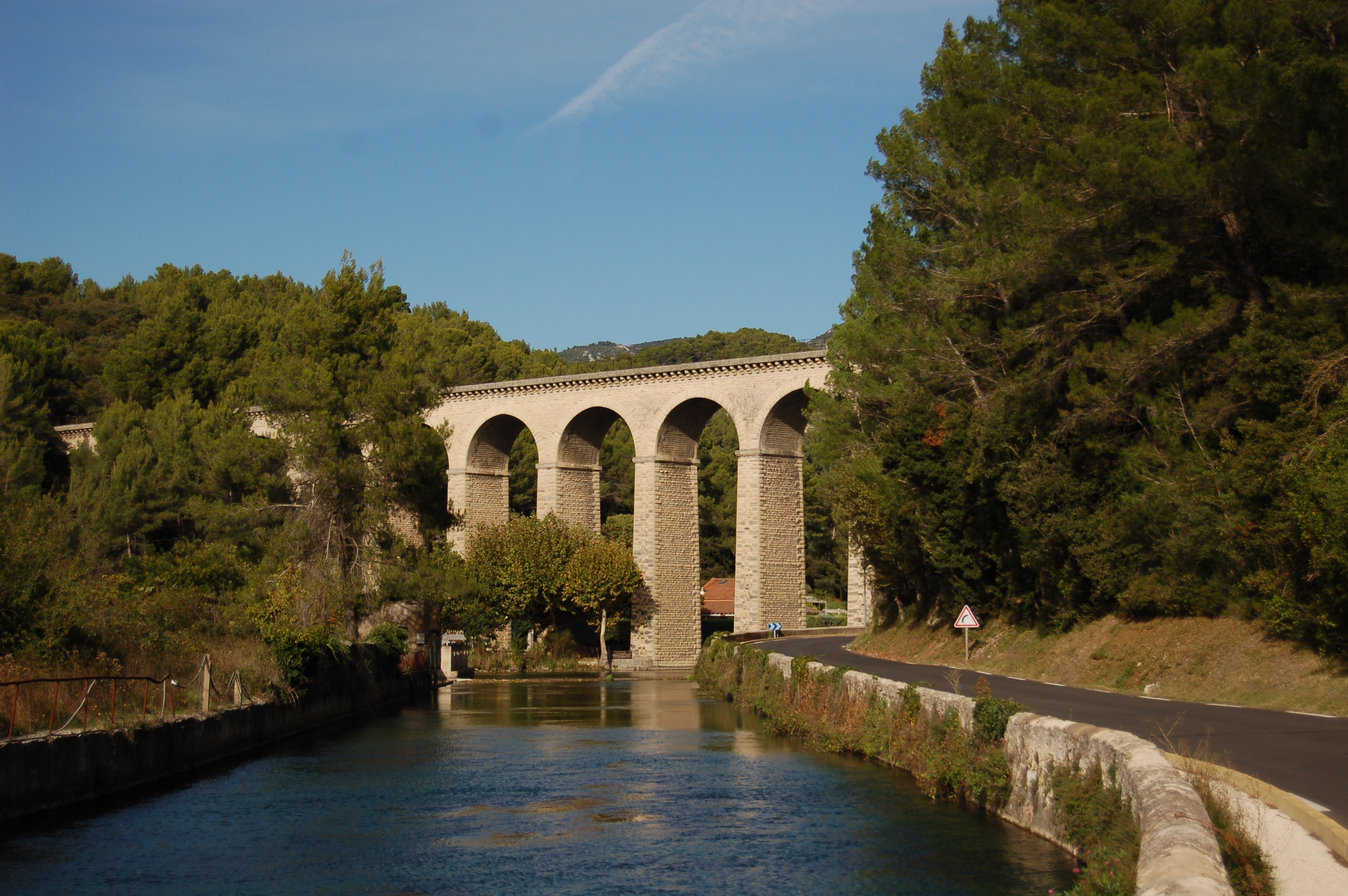
Мост акведука Гала

Канал Карпантра питает сеть меньших каналов и покрывает территорию в 10 600 га. Орошаемая территория ограничена горой Ванту с севера, реками Роной с запада и её притоком Дюрансом с юга и, наконец, горной системой Воклюз и долиной северного Люберона, так называемой Кавалон, с востока.
Вода поступает в канал из реки Дюранс близ коммуны Мальмор в соседнем департаменте Буш-дю-Рон и включает несколько протоков. Собственно канал Карпантра начинается на уровне башни Сабран у коммуны Лань.

## История
Планы сооружения ирригационного канала в этих местах появились задолго до строительства. В 1849 году начались первые работы. В 1853 году образовался синдикат. Инаугурация канала состоялась 12 июля 1857 года в присутствии основателя Луи Жиро и императрицы Евгении, жены Наполеона III. Во время своего посещения Оранжа и Авиньона 8 сентября 1860 года Наполеон III сделал Жиро кавалером Ордена Почётного легиона за сооружение канала.

## Достопримечательности
- Акведук Гала
- Мост-акведук Сен-Кантон
- Насосная станция Эз в Каромбе
- Над каналом сооружено 150 каменных мостов